# Pyronaridine
Pyronaridine là thuốc chống sốt rét. Nó được sản xuất lần đầu tiên vào năm 1970 và đã được sử dụng lâm sàng tại Trung Quốc kể từ những năm 1980.
Nó là một trong những thành phần của liệu pháp phối hợp artemisinin artesunate/pyronaridine (Pyramax).
Nó cũng đã được nghiên cứu như một loại thuốc chống ung thư tiềm năng.